# Pravda (slovenský deník)
Pravda je liberálně-levicový slovenský deník zaměřující se na aktuální dění a politiku.

## Historie
Titul Pravda nejprve využíval týdeník Československé sociální demokracie na Slovensku. Od roku 1925 se Pravda stala deníkem Komunistické strany Československa.
Titul Pravda byl inspirován ruským deníkem Pravda, který řídil Vladimir Iljič Lenin již od roku 1912. Na Slovensku se titul poprvé objevil 15. září 1920, když začal v Ružomberku pod názvem Pravda chudoby vycházet týdeník Československé sociálnědemokratické strany dělnické (ČSSDSR) na Slovensku. Z ČSSDSR se v roce 1921 odčlenila marxisticko-leninská frakce, která založila Komunistickou stranu Československa (KSČ).
První číslo Pravdy chudoby bylo tedy vydáno o týden dříve než české Rudé právo, které poprvé vyšlo 21. září 1920. (V roce 1920 vznikla i Slovenská pravda, která byla tiskovým orgánem Slovenské lidové strany.) Mezi první šéfredaktory listu patřil Klement Gottwald či Laco Novomeský.
V letech 1922–1926 měla Pravda nedělní přílohu Proletářská neděle, v níž zveřejňovala své příspěvky mladá slovenská komunistická inteligence, například Ján Poničan, Eduard Urx, Peter Jilemnický, Fraňo Král a další (členové skupiny DAV).
V letech 1948–1989 byla Pravda tiskovým orgánem Ústředního výboru Komunistické strany Slovenska. Od roku 1990 se Pravda stala vlastnictvím akciové společnosti Perex, přičemž samotná společnost Perex patřila v letech 2006–2010 britské mediální skupině Daily Mail and General Trust.
V roce 2010 Perex koupila od Daily Mail & General Trust česká společnost Florena, a. s., Praha. Společnost Florena vlastní klienti skupiny J & T, která transakci zprostředkovala. Jako vlastník byl uváděn Karol Biermann, který se stal generálním ředitelem Perex.
V březnu 2018 se stala vlastníkem společnost OUR MEDIA SR a. s. OUR MEDIA a.s. vlastní český podnikatel a bývalý senátor Ivo Valenta spolu s mediálním magnátem Michalem Voráčkem.